# Alkenrath
Alkenrath ist ein Stadtteil von Leverkusen.

## Lage

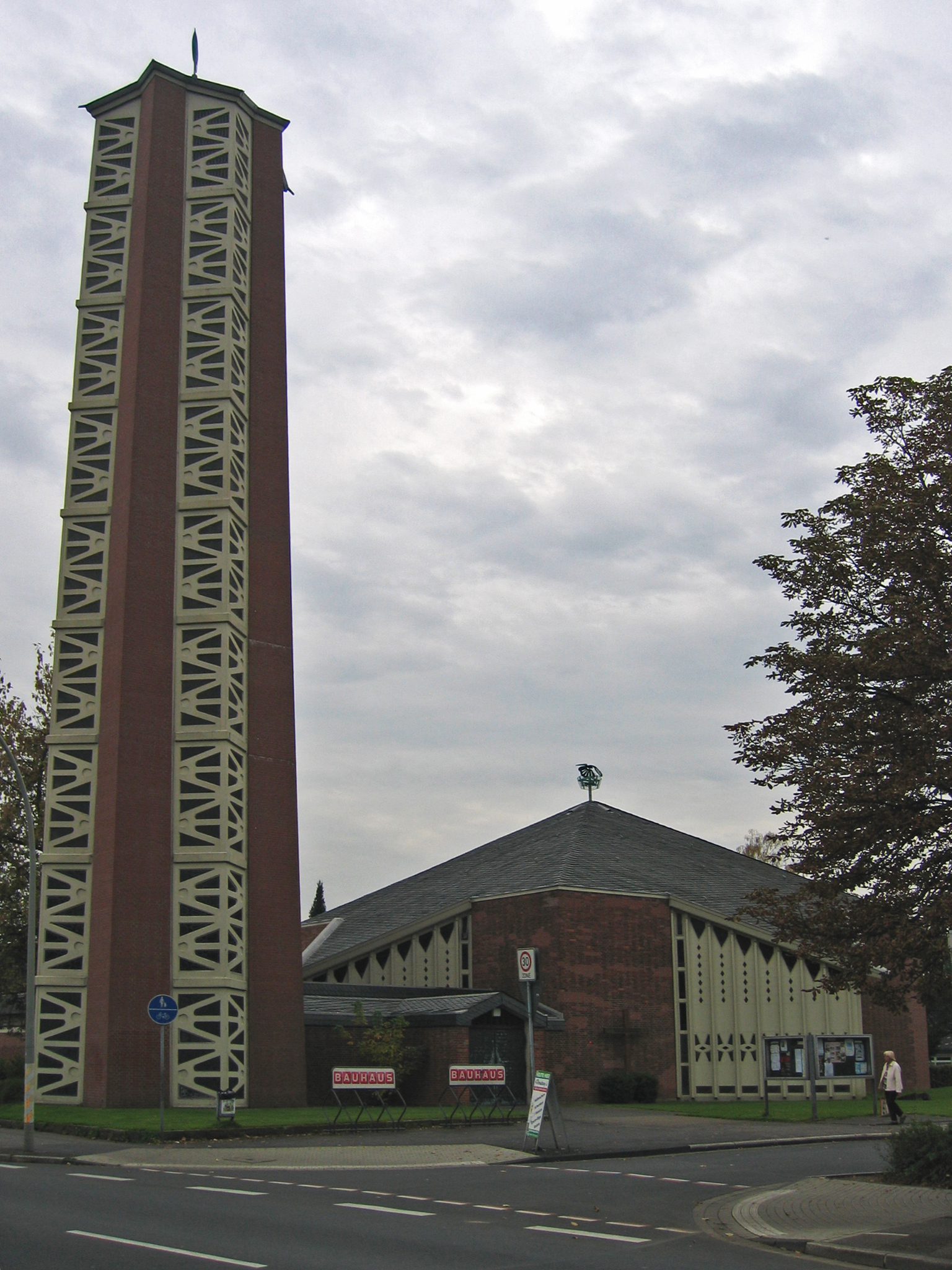
Katholische Kirche St. Johannes der Täufer in Alkenrath (2007)

Alkenrath grenzt im Osten an das Waldgebiet Bürgerbusch und an Schlebusch, im Norden an Lützenkirchen und im Nordwesten an Quettingen. Der Fluss Dhünn bildet im Südwesten die Grenze zu Manfort. Durch den Norden des Stadtteils verläuft die Bundesautobahn 1.

## Geschichte
Die Besiedlung Alkenraths scheint geologischen Funden nach zu urteilen bereits in der Jungsteinzeit begonnen zu haben; nachweisbar sind Funde von Klingen und Pfeilspitzen. Auch Gräberfelder aus der Hallstattzeit konnten geborgen werden.
Die erstmalige urkundliche Erwähnung Alkenraths findet sich 1458 als Alfkenroide. Franz Gruß vermutet einen etymologischen Zusammenhang zwischen dieser Erwähnung und der im Herzogtum Berg bereits früher häufigen Bezeichnung Adolfsrodung, den Albrecht Brendler jedoch für Spekulation hält.
Alkenrath ist politisch betrachtet der jüngste Stadtteil Leverkusens. Er wurde im Jahre 1953 im Zuge der Nachkriegsentwicklung gegründet. Im nördlichen Gebiet des Stadtteils wurden große Wohnblöcke errichtet, der Rest besteht überwiegend aus systematisch angelegten Doppelhäusern. 1957 erhielt der Ort eine katholische Kirche und 1959 ein evangelisches Gemeindehaus. 1960 wurde der Ort nochmals stark erweitert. Seit 1975 gehört Alkenrath zum Stadtbezirk III der Stadt Leverkusen.

## Kultur und Freizeit

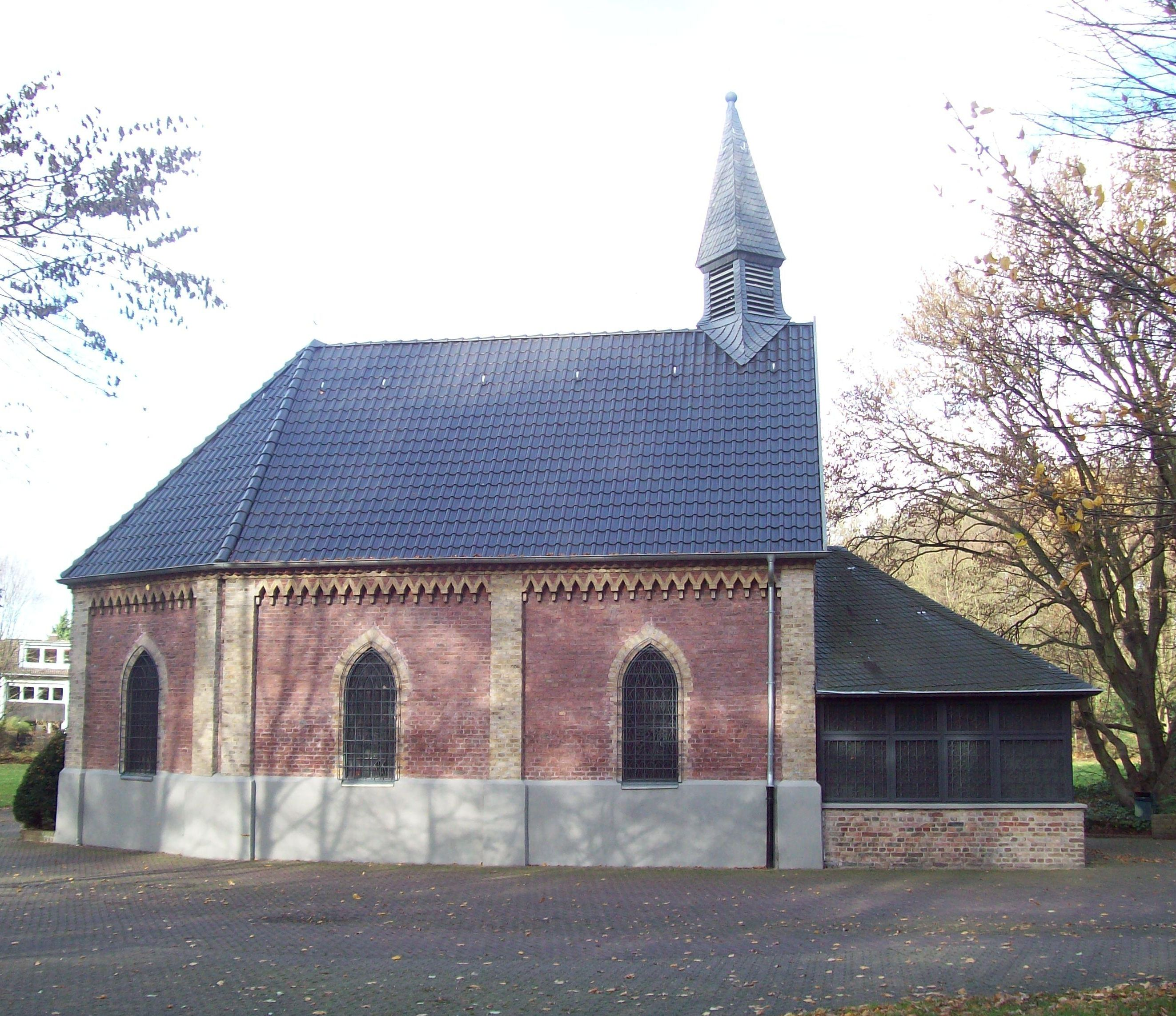
Gezelinkapelle (2009)

In Alkenrath befindet sich Schloss Morsbroich. Die Vorburg wurde 1692, das Hauptschloss 1774 errichtet. Zwischen 1885 und 1887 wurden die Gebäude erweitert. Heute beherbergt die Anlage ein städtisches Kunstmuseum. 1973 wurde im Museum Morsbroich bei einem geselligen Abend des SPD-Ortsvereins Leverkusen-Altenrath das Kunstwerk Joseph Beuys’ Badewanne zerstört.
Ein weiteres Bauwerk ist die Gezelinkapelle, deren Vorgängerbauten seit 1515 belegt sind, während die heutige Kapelle 1868 errichtet wurde. In ihr befindet sich eine Bronzeglocke aus dem Jahre 1597, die sich bereits kurz nach der Errichtung der ersten Kapelle dort befunden hat. Die Gezelinkapelle war insbesondere im 18. Jahrhundert eine beliebte lokale Wallfahrtsstätte; auch heute noch wird das Wasser der unter der Kapelle liegenden Quelle, dem heilende Kräfte nachgesagt wurden, gerne verwendet.
Ebenfalls auf Alkenrather Boden befindet sich die Begräbnisstätte der Familie von Diergardt, die 1883 angelegt wurde.
Der Grundstein der katholischen Pfarrkirche St. Johannes der Täufer wurde 1957 gelegt. Sie wurde 1962 vollendet. Das evangelische Gegenstück zur Pfarrkirche bildete bis 2010 das Gemeindehaus von 1958.
In Alkenrath gibt es den Bürgerverein Alkenrath e. V., den Fußballverein SSV Alkenrath e. V. sowie den Karate-Club-Leverkusen e. V.

## Infrastruktur
In Alkenrath existieren sowohl ein städtischer Kindergarten als auch ein katholischer Kindergarten, der nach der Pfarrkirche St. Johannes der Täufer benannt ist. Des Weiteren befinden sich dort ein evangelisches Alten- und Pflegeheim, auch Hertha-von-Diergardt-Haus genannt, das zur evangelischen Kirche gehört, sowie zwei Schulen, die Erich-Klausener-Gemeinschaftsgrundschule und die Hugo-Kükelhaus-Schule, eine Förderschule mit dem Schwerpunkt der geistigen Entwicklung.